# 中川浩三
中川 浩三（なかがわ こうぞう、1967年9月22日 - ）は、日本の俳優、演出家。

## 来歴
大学進学後に俳優を目指し、仲代達矢主宰の無名塾を受験。志願者1500人から最終6人に残るも入塾には至れず。
1989年、大学中退後に志垣太郎の付き人を経て、劇団そとばこまちに入団。
1990年、リコモーションとタレント契約。
1994年、劇団そとばこまちを退団。
2007年9月、劇団Z systemを旗揚げて主宰を務め、全ての演出も手掛ける。

## 出演

### テレビドラマ
NHK
- 連続テレビ小説
  - オードリー - 吉村 役
  - だんだん - 坂崎ディレクター 役
  - ウェルかめ - 藤原・ダン・清彦 役
  - ごちそうさん 第1・3話 - 教師 役
  - あさが来た - 三坂秘書 役
  - べっぴんさん - 浮島時久 役
  - わろてんか - 横山新平 役
  - おちょやん - 静子の父 役
  - 舞いあがれ! - 根矢忠正 役
  - ブギウギ - 村西院長 役
- 金曜時代劇 出雲の阿国 - 松平秀康 役
- バブル
- フェイク 京都美術事件絵巻
- ボーダーライン - 桧山和彦 役
- 伝七捕物帳（2016年） - 丸高屋仙之助 役
- 地域ドラマ 花園オールドボーイ
- 閻魔堂沙羅の推理奇譚 第1回（2020年10月31日、NHK総合） - 鹿子木富次雄 役

テレビ朝日
- 土曜ワイド劇場
  - ラーメン刑事「龍」の殺人推理5 ラーメン刑事VSさぬきうどん（2005年） - 西園寺（ラーメン研究家）
  - 天使が消えていく（2010年10月30日） - 内田刑事 役
- 科捜研の女
  - （2020年） - 深守兼信 役
  - Season22（2022年） - 和斉信治 役
- 遺留捜査
  - 第6シリーズ（2021年） - 諸積健吾 役
  - 第7シリーズ（2022年） - 芝浦文雄 役
  - SP11（2023年） - 望月東矢 役

ABC朝日放送
- よろず刑事 - 社長 役
- 安楽椅子探偵と忘却の岬 - 宗谷正彦 役

TBS
- Nのために

MBS
- ドラマ30
  - ショコラ
  - 家族善哉

WOWOW
- ふたがしら